# Villogorgia dubia
Villogorgia dubia är en korallart som först beskrevs av Kükenthal 1924.  Villogorgia dubia ingår i släktet Villogorgia och familjen Plexauridae. Inga underarter finns listade i Catalogue of Life.